# Corcyrogobius lubbocki
Corcyrogobius lubbocki är en fiskart som beskrevs av Miller, 1988. Corcyrogobius lubbocki ingår i släktet Corcyrogobius och familjen smörbultsfiskar. Inga underarter finns listade i Catalogue of Life.